# Ali Ghufron
Ali Ghufron (auch als Huda bin Abdul Haq, Muklas oder Mukhlas bekannt) (* Februar 1960 in Jawa Timur; † 9. November 2008 auf Nusa Kambangan) war ein indonesischer Islamist, der eine führende Rolle im Anschlag von Bali 2002 hatte. Er und seine beiden Komplizen Imam Samudra und Amrozi bin Nurhasyim wurden zum Tode verurteilt und gemeinsam durch ein Erschießungskommando hingerichtet.